# 《阿基拉》 (计划中的电影)
《阿基拉》（英語：Akira）是一部计划中的美国赛博朋克动作片，其改编自1982年至1990年间由大友克洋创作的同名漫画。该片将由塔伊加·维迪提、迈克尔·戈拉姆科以及游朝凱共同担任编剧。
华纳兄弟影业自2002年起便持有该漫画真人改编版的版权，但由于各种顾虑，其多次尝试推进制作均以失败告终，致使该项目陷入开发困境。2017年，维迪提宣布将执导并参与剧本创作，影片原计划于2019年启动制作，2021年上映。然而，就在制作即将开始前，维迪提签约执导《雷神索爾：愛與雷霆》（2022年），该项目因此被无限期推迟。2023年4月，维迪提表示，他打算在完成即将上映的《星球大战》电影后，重新开始着手这部影片的工作。

## 剧情背景
一项秘密军事计划将一名飞车党成员变成了狂暴但拥有超能力的精神病患者，这对新东京构成了威胁，而只有两名青少年和一群拥有超能力的人才能阻止他。

## 制作

### 早期的尝试
20世纪90年代，在1988年动画电影上映后，索尼影业获得了《阿基拉》漫画系列的版权，意图制作真人改编版。但该项目最终未能实现。
2002年，华纳兄弟影业以七位数的交易金额获得了拍摄真人版《阿基拉》电影的版权。然而，该项目的开发历程坎坷，在超过二十年的前期制作中，至少有五位不同的导演和十位不同的编剧参与其中。IGN总结道，真人电影长期难产的主要问题来自两个方面。首先是对“白人化”或“种族改编”的担忧——即考虑由美国或其他西方演员出演原本的日本角色，而当有报道称这类演员正在候选名单中时，相关争议便会频繁曝光。其次，《阿基拉》本身被认为难以脱离日本背景进行改编，因为原作故事深受日本在二战中角色的影响，包括日本遭受的原子弹轰炸及其本国的731部队等元素。为吸引美国观众而尝试将故事更西方化（例如用“9·11事件”替代原子弹轰炸作为背景事件），需要对原作进行根本性改动，这也随之招致了诸多批评。
华纳兄弟获得版权后不久，斯蒂芬·诺林顿被选定为导演，詹姆斯·罗宾逊负责撰写剧本，林暐担任制片人。计划中的改动包括将电影背景设定在芝加哥，以及把金田和铁雄设定为兄弟。然而，在2003年《天降奇兵》（诺林顿和罗宾逊也曾在此片中有过合作）遭遇商业失利后，该项目被搁置。
2008年，卢埃里·罗宾森受聘担任导演，加里·惠塔担任编剧，计划将《阿基拉》拆分为两部电影，首部定于2009年前完成并上映。制片人安德鲁·拉扎尔明确表示，这两部电影将分别涵盖原著六卷漫画中的三卷内容。惠塔曾提到，大友克洋曾指示电影创作团队“基本上不要害怕做出改动，他希望看到一个原创且不同的诠释，而不仅仅是直接翻拍”。惠塔对故事的改编思路是将背景重新设定在纽约：在毁灭性的“阿基拉事件”摧毁曼哈顿后，美国经济濒临崩溃。出于无奈，政府将这片空置土地租给已成为经济强国但正面临人口过剩问题的日本；这片在原美国土地上由日本公民建设的城市成为“新东京”。这一设定将使他们能够混合使用西方和亚洲文化元素及演员，从而避免外界对项目“白人化”的担忧。
2009年，罗宾逊退出该项目，由阿尔伯特·休斯和艾伦·休斯兄弟接任导演。他们沿用了惠塔的剧本，并由马克·弗格斯和霍克·奥斯比进行额外改写，计划将这部两部曲电影定为PG-13分级。2011年，《阿基拉》剧本的多个版本开始在网上流传。2月，一份旧版剧本的选段被发送至选角机构并在网络上传播，揭示了改编版的一些改动：故事背景设定为“新曼哈顿”而非“新东京”，金田和铁雄从朋友变为兄弟，同时更侧重帮派的毒品使用与交易情节。同年晚些时候，一份与选角表版本不同的完整剧本泄露至网络；尽管尚不清楚具体由哪位编剧执笔，但这些剧本因大幅偏离原著而遭到批评：金田和铁雄这对兄弟已步入30岁出头，不再是飙车族；阿基拉被塑造成类似恐怖反派的杀人魔童；而惠的配角地位被弱化，仅作为简单的爱情对象存在。此外，美国背景设定也因生硬关联“9·11事件”以及选角环节中的“白人化”问题（尤其是将铁雄改名为“特拉维斯”）而引发争议。这些事件发生后不久，休斯兄弟以“友好的创作分歧”为由退出了该项目。
2011年7月，贊美·哥勒-施拉受聘担任导演，史提夫·克羅夫斯对编剧阿尔伯特·托雷斯的剧本初稿进行修订。2011年10月，该片获得开拍许可，计划于2012年2月或3月启动拍摄。2012年1月，正当制作团队准备在温哥华开机时，华纳兄弟以选角、剧本和预算问题为由暂停了拍摄。哥勒-施拉在此期间退出项目，但于2013年8月回归。2014年2月，他阐述了对影片的构想，称会尊重原著，但仍会存在差异。新剧本草稿分别由但丁·哈珀和马可·拉米雷斯（Marco Ramirez）于2014年以及2015年7月完成。截至2017年，哥勒-施拉已不再参与该项目。
在此过渡期间，华纳兄弟影业寻找新导演接手这部电影。乔治·米勒曾获邀执导，但因忙于其他项目而拒绝。据报道，该制片厂也与林詣彬就执导一事进行过洽谈。喬登·皮爾同样曾获邀执导，但被谢绝了。

### 进一步开发
2017年9月，有消息称导演塔伊加·维迪提正在洽谈执导该片。他表示有意改编原版六卷漫画，而非直接翻拍动画电影。2019年5月，维迪提正式确认执导该片，并将与迈克尔·戈拉姆科共同撰写剧本，影片由莱昂纳多·迪卡普里奥制片，计划2021年5月21日上映。拍摄计划于2019年7月在加利福尼亚州启动。 
然而，2019年7月16日宣布维迪提将执导《雷神索爾：愛與雷霆》后，《阿基拉》再次被搁置，且维迪提是否会继续参与该项目尚未可知。2019年8月，他在履行《雷神：爱与雷霆》的工作之前，签约执导《下一球，勝利》，这进一步推迟了《阿基拉》的进程。华纳兄弟最终在2019年12月将《阿基拉》从上映计划中移除，其原定的2021年5月档期被《駭客任務：復活》取代。维迪提分别于2019年和2021年重申，他在完成《雷神》系列相关工作后会投入《阿基拉》的制作。尽管有消息称维迪提已宣布将为新一部《星球大战》电影担任编剧和导演，但有报道指出《阿基拉》可能会比这部《星球大战》系列电影更早启动制作。
截至2023年底，维迪提正专注于《克拉拉与太阳》的制作，但他承认《阿基拉》仍在其“待办”项目清单中，而游朝凱已加入担任编剧。

### 选角
在罗宾逊2008年版本的概念艺术中，克里斯·埃文斯饰演金田，约瑟夫·高登-莱维特饰演特拉维斯（铁雄），但目前尚不清楚这两位演员是否真的参与了该项目。
2011年，选角工作正式启动。曾考虑出演金田的演员包括詹姆斯·法蘭科、羅伯·派汀森和基努·里维斯；蓋瑞特·荷德倫成为该角色的领跑者，并于11月开始进入谈判阶段。在制作暂停前，铁雄一角尚未确定演员；保羅·達諾、阿爾登·埃倫瑞奇和托比·凯贝尔等人都曾参与了这一角色的试镜。荷德倫确定出演后不久，克莉絲汀·史都華获邀饰演凯·里德（即原作中的惠）。加里·奧德曼曾获邀出演上校一角，但他拒绝了该项目，之后这个角色又被提供给了渡边谦。海伦娜·博纳姆·卡特和姬拉·麗莉曾被接洽出演未指定的角色。
维迪提在其制片工作中称，为了避免影片被打上“白人化”的标签，他打算启用亚裔美国青少年来出演该剧的主角，且更倾向于选择知名度较低的演员来出演这些角色。